# Єнні Нюстрем
Єнні Євгенія Нюстрем (швед. Jenny Eugenia Nyström, 13 червня 1854 Кальмар — 17 січня 1946 Стокгольм) — шведська художниця, ілюстратор.

## Біографія
Народилася в сім'ї регента церкви й шкільного вчителя музики. У 1862 році з батьками переїхала в Гетеборг, де батько був викладачем в середній школі. У неї ще в дитинстві проявився інтерес до малювання. У 1865 році її віддали на навчання в Школу образотворчих мистецтв при міському музеї Гетеборга (Göteborgs musei ritskola). У 1873 році вступила у Шведську королівську академію мистецтв в Стокгольмі, де вона навчалася протягом восьми років. Завдяки отриманій стипендії в 1882-1886 роках продовжила навчання в Парижі в Академії Колароссі й Академії Жуліана.

## Творчість
Єнні Нюстрем відома своїми ілюстраціями до дитячих книг і журналів. Вона була автором багатьох різдвяних листівок, які здобули у Швеції значну популярність. Її малюнки ідеалізували дитинство, не втрачаючи при цьому зв'язок з реальністю.
Нюстрем є також автором традиції зображення популярного скандинавського фольклорного образу — різдвяного гнома «Ніссе», який зображений на більш ніж на 1500 її ілюстраціях.
На книжковому ринку вона дебютувала в 1875 році, а з 1880 року вона брала участь в масштабних ескізах Нової Ілюстрованої Газети. Деякі з них були репортажними зображеннями.
Однією з її головних робіт в жанрі дитячих ілюстрацій є малюнки до книги Йохана Нордлерса «Шведська дитяча книжка», 1-2 (1886-87). Вона належала до ілюстраторів Children's Library Sagas.

## Галерея

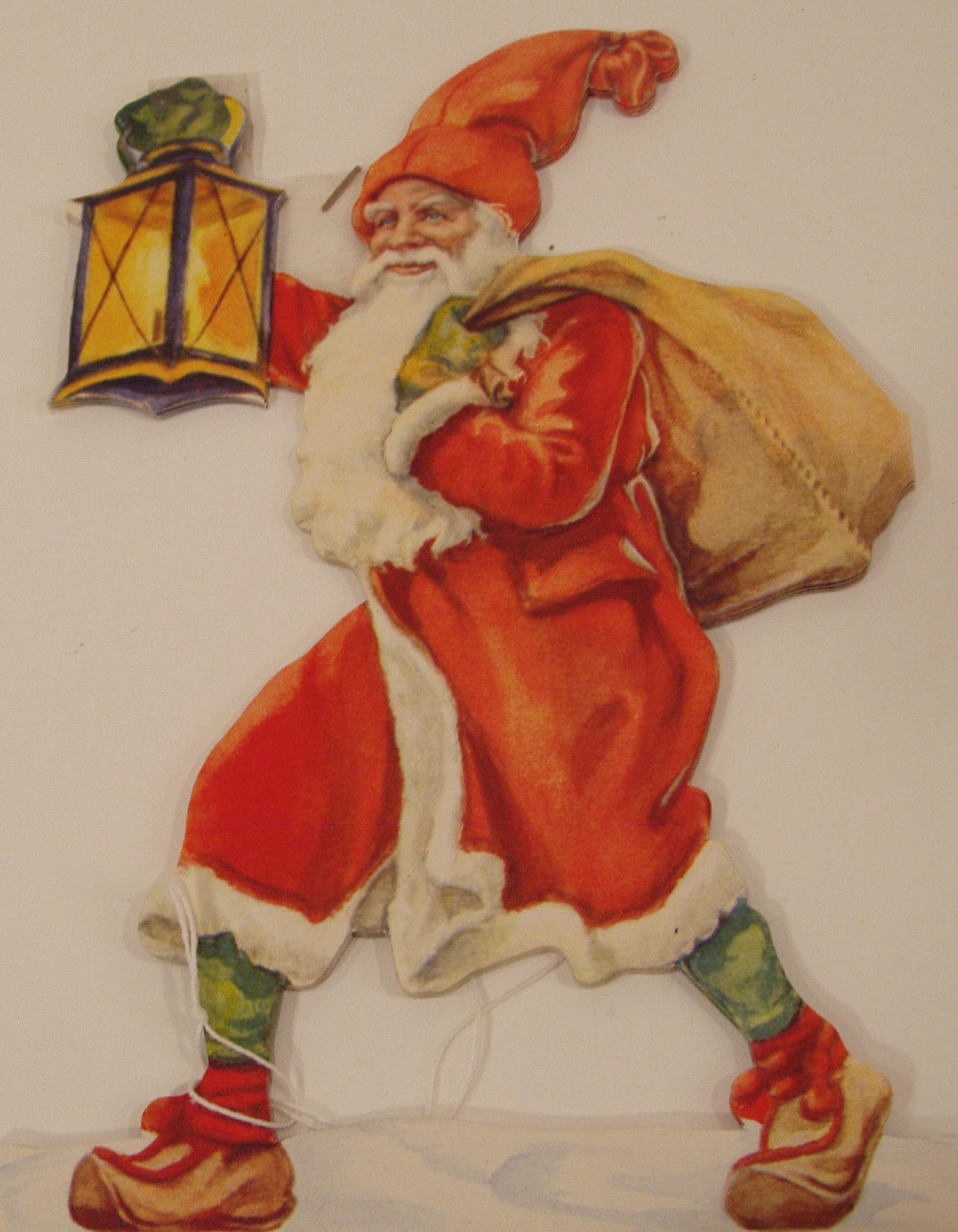
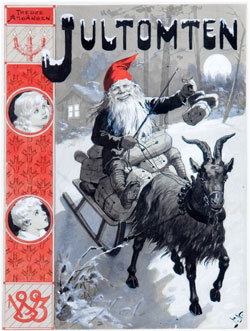